# My Woman, My Woman, My Wife (album de Dean Martin)
Albums de Dean Martin
I Take a Lot of Pride in What I Am
(1969) For the Good Times
(1971)
My Woman, My Woman, My Wife est un album studio du chanteur américain Dean Martin, sorti en 1970. 

## Création et sortie
Dean Martin, qui ne fréquente plus qu'occasionnellement les studios à ce stade de sa carrière, a pour habitude de ne consacrer que deux jours chaque printemps à la production d'un nouvel album, en dehors d'une session ponctuelle dédiée à l'enregistrement de nouveaux singles. Arrangé par John Bahler, Glen Hardin et Billy Strange, l'album My Woman, My Woman, My Wife est enregistré en mai 1970 et diffusé commercialement en juillet de la même année.
À sa sortie, l'album est présenté dans un encart publicitaire de Reprise Records comme la réponse de Dean Martin au mouvement de libération des femmes. L'annonce se conclut par ces mots : « prenez ça, mesdames ». My Woman, My Woman, My Wife atteint la 97e place du Billboard 200 aux États-Unis et la 92e place du Kent Music Report en Australie. Il est réédité en CD par Capitol Records en 2006 et Hip-O Records en 2009.

## Accueil critique
Le magazine Billboard, dans une recension de l'album datée du 22 août 1970, déclare que « Martin a tout pour lui ». William Ruhlmann, sur le site AllMusic, n'attribue cependant à My Woman, My Woman, My Wife que deux étoiles et demie sur cinq, critiquant le détachement émotionnel de Dean Martin vis-à-vis des paroles de la chanson-titre, et ajoutant à propos de la collaboration entre ce dernier et le producteur Jimmy Bowen : « Martin répondit présent tandis que Bowen assura, comme à son habitude, la production dans le style Nashville. Il n'y avait toutefois là rien que les deux hommes n'eussent déjà fait maintes fois auparavant, de sorte que les acheteurs de disque commençaient à s'en désintéresser ».

## Liste des titres
1. My Woman, My Woman, My Wife (Marty Robbins) – 3:29
2. Once a Day (Bill Anderson) – 2:43
3. Here We Go Again (Don Lanier, Red Steagall) – 3:06
4. Make the World Go Away (Hank Cochran) – 2:46
5. The Tip of My Fingers (Bill Anderson) – 2:27
6. Detroit City (Danny Dill, Mel Tillis) – 3:42
7. Together Again (Buck Owens) – 2:31
8. Heart Over Mind (Mel Tillis) – 2:43
9. Turn the World Around (Ben Peters) – 2:23
10. It Keeps Right On a-Hurtin' (Johnny Tillotson) – 2:40[1]